# Art cinétique

Vier Vierecke im Geviert, George Rickey, 1969, Berlin.

 (mai 2011).
Si vous disposez d'ouvrages ou d'articles de référence ou si vous connaissez des sites web de qualité traitant du thème abordé ici, merci de compléter l'article en donnant les références utiles à sa vérifiabilité et en les liant à la section « Notes et références ».
L'art cinétique est un courant artistique qui propose des œuvres contenant des parties en mouvement.
Le mouvement peut être produit par le vent, le Soleil, un moteur ou le spectateur. L'art cinétique englobe une grande variété de techniques et de styles qui se chevauchent. L'expression « art cinétique » apparaît pour la première fois au musée du design de Zurich en 1960.

## Sculpture cinétique
On peut voir les premières manifestations d'art cinétique dès les années 1910 dans le mouvement futuriste et certaines œuvres de Marcel Duchamp. Plus tard, Alexander Calder invente le mobile, sculpture formée de fils et de pièces métalliques qui sont mises en mouvement par le déplacement de l'air ambiant. L'expression art cinétique est adoptée vers 1954 pour désigner les œuvres d'art mises en mouvement par le vent, les spectateurs et/ou un mécanisme motorisé.

## Les contrastes noir-blanc
Dans les années 1950, les premières œuvres optiques sont fondées sur le contraste entre le noir et le blanc. C'est alors soit la persistance rétinienne, soit l'interprétation que fait le cerveau qui va donner naissance à une illusion d'optique ou à un mouvement dans l'œuvre. Victor Vasarely et Bridget Riley expriment le mieux ce début de cette forme d'art cinétique. En 1955, Vasarely publie le Manifeste jaune qui théorise l'art optique et cinétique.

## Les moirages
Un effet de moiré est obtenu en entrelaçant des lignes d'abord noires et blanches, puis en couleur. La superposition des trames donne l'effet d'une œuvre changeante et mouvante au spectateur qui se déplace alors que les couches de lignes sont immobiles. Alberto Biasi, Dieter Roth, Jesús Rafael Soto, Carlos Cruz-Diez, Youri Messen-Jaschin, Yvaral, Falcone ou encore Nathalie Cohen ont travaillé à de telles compositions.
À la fin des années 1970 l'artiste Cyril de La Patellière collabore avec Raymond Cornillon et Edmond Vernassa dans ses recherches graphiques sur l'effet de moirage dans le cadre de Knoll International.
Le sculpteur français Jean-Bernard Métais développe depuis le début des années 2000 des Chambres sensorielles : des sculptures de métal ou de bronze perforé, dont la surface s'irise à mesure qu'on se déplace autour d'elles. Le visiteur peut même traverser certaines d'entre elles, comme le Passe-Muraille du parc Pescatore, à Luxembourg. Le critique d'art Roger-Pierre Turine rapproche certaines de ces œuvres des recherches de Vasarely, auxquelles s'ajouterait une troisième dimension.
Dans sa série d’installations monumentales ‘’Resonance of the Unforeseen’’, l'artiste croate Ivana Franke enveloppe d’un matériau gris les façades d’édifices publics, comme le Musée d’art de Yokohama lors de la Triennale en 2020. Semblant disparaître à une certaine distance, grâce à l’action de la brise et un subtil effet de moiré, la structure du bâtiment commence à s’animer à mesure que l’on s’en approche.

## Le GRAV
Certains artistes optiques-cinétiques se sont réunis dans un collectif, le Groupe de Recherche d'Art Visuel (GRAV) avec pour but de permettre à tous de pouvoir approcher leur art : Julio Le Parc, François Morellet, Horacio Garcia-Rossi, Francisco Sobrino, Joël Stein, Yvaral (Jean-Pierre Vasarely). C'est pourquoi ils ont privilégié un art accessible directement par le spectateur où ce dernier peut toucher et manipuler les œuvres. Ainsi le manifeste du GRAV contenu sur un tract distribué lors de la 3e biennale de Paris en octobre 1963 s'intitulait Assez de mystifications et contenait les lignes suivantes :
« Nous voulons intéresser le spectateur, le sortir des inhibitions, le décontracter.
Nous voulons le faire participer.
Nous voulons le placer dans une situation qu'il déclenche et qu'il transforme.
Nous voulons qu'il s'oriente vers une interaction avec d'autres spectateurs.
Nous voulons développer chez le spectateur une forte capacité de perception et d'action. »

## Groupe T
Le Gruppo T (T pour Temps) est fondé à Milan en octobre 1959 par Giovanni Anceschi, Davide Boriani, Gianni Colombo et Gabriele Devecchi. Avec l'expression Miriorama (vision infinie), il définit l'idée d'une variation des images dans une séquence temporelle. En janvier 1960, « Miriorama 1 », la première exposition du groupe, est présentée à la galerie Pater de Milan avec la rédaction du manifeste programmatique. À la suite des quatre expositions personnelles des artistes fondateurs, Grazia Varisco rejoint le groupe lors de la seconde exposition collective « Miriorama 6 », qui est suivie de huit autres jusqu'à « Miriorama 14 » en 1964. En 1961, Varisco introduit la lumière dans l'art opticocinétique avec ses « schémas lumineux variables » (schemi luminosi variabili) qui superposent des plans transparents en mouvement et, à l'aide d'un rétroéclairage, produisent des effets optiques de trames ou de kaléidoscopes. En 1962, l'exposition « Arte programmata, arte cinetica, opere moltiplicate, opera aperta » (« Art programmé, art cinétique, œuvres multipliées, œuvre ouverte »), qui est organisée à l'espace Olivetti dans la galerie Victor Emmanuel II de Milan, réunit Bruno Munari, sur son initiative, le Groupe T, le Groupe N d'Alberto Biasi et Enzo Mari, avec une préface d'Umberto Eco. La même année, ces artistes réalisent sous la direction de Munari et d'Eco des Graphiques pour l'Almanach littéraire Bompiani de 1962 dédié à la civilisation des calculateurs électroniques, à l'aide de critères cybernétiques. Le groupe, bien que non formellement dissout, signe sa dernière œuvre collective en 1968.

## Artistes cinétiques

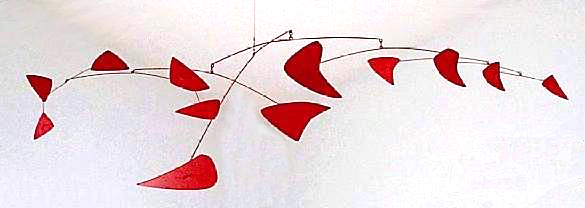
Mobile rouge, Alexander Calder, 1956. Feuille de métal et peinture, musée des Beaux-Arts de Montréal.
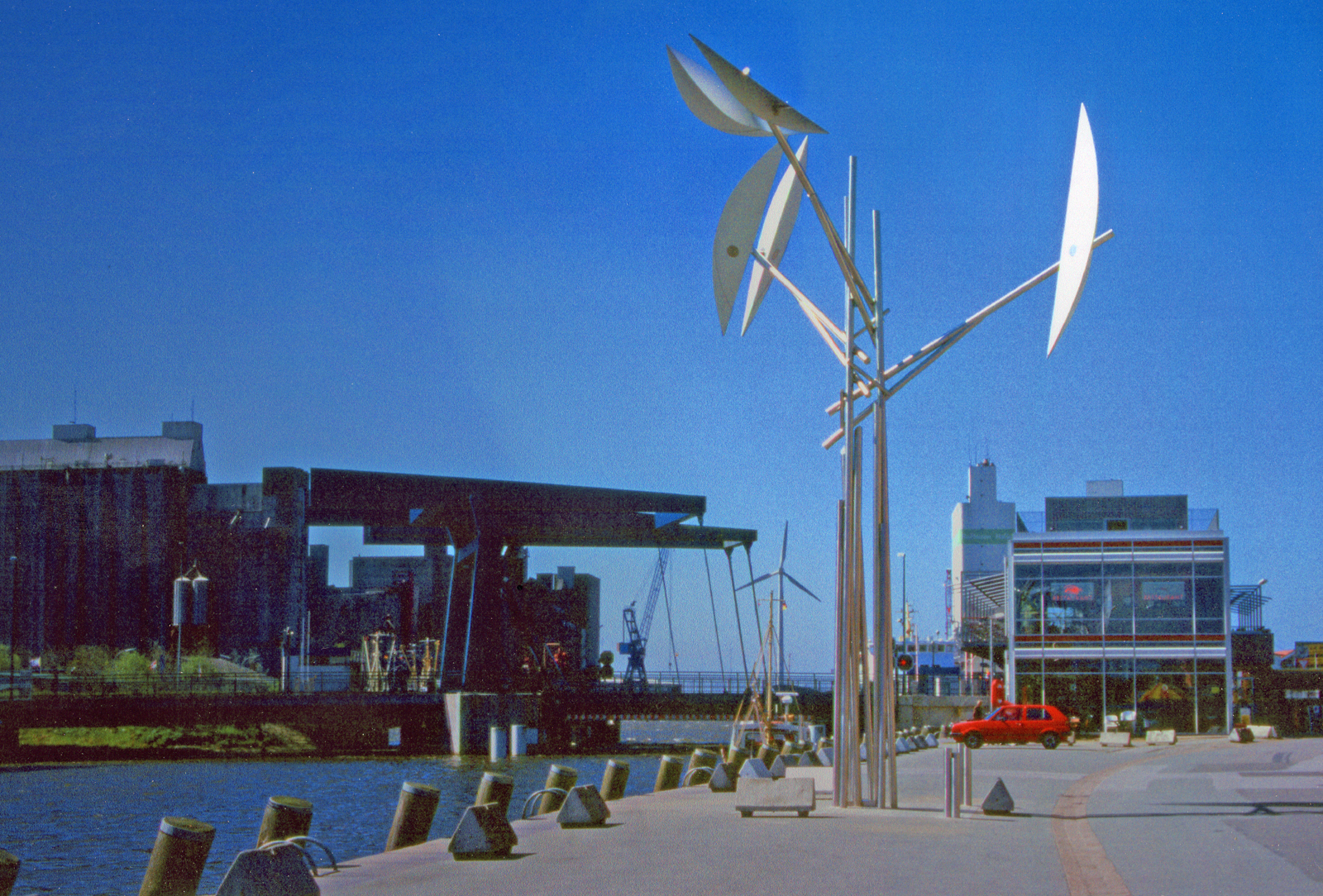
Seezeichen, Husum, Hans-Michael Kissel, 2002.
Cycle de la vie de l'homme, « morpho-sculpture », Uli Aschenborn, 2003.
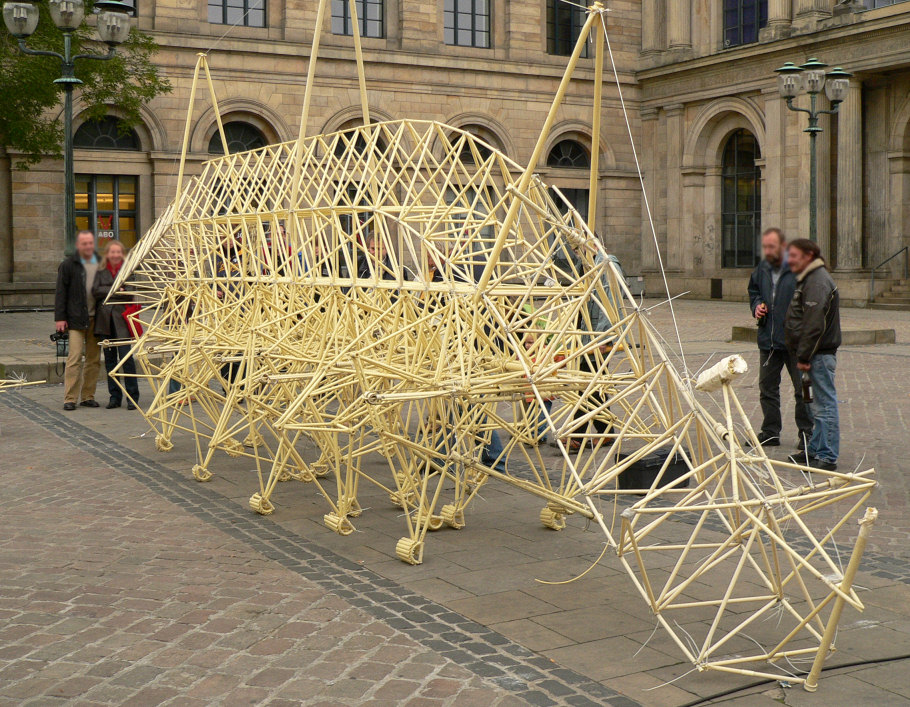
Strandbeest, par Theo Jansen.

- Uli Aschenborn
- David Ascalon
- Alexander Calder
- Alexandre Dang
- Arthur Ganson
- Bridget Riley
- Carlos Cruz-Diez
- Charles F. Morgan
- Deverne
- Jean-Bernard Métais
- Elias Crespin
- Emmanuelle Rybojad
- Francisco Sobrino
- George Rickey
- Gérard Courant
- Gilles Larrain
- Grégorio Vardanega
- Gyula Košice
- Hans-Walter Müller
- Heinz Mack
- Horacio Garcia Rossi
- Hugo Demarco
- Ivan Contreras-Brunet
- Ivana Franke (en)
- Jack Vanarsky
- Jean Tinguely
- Jesús-Rafael Soto
- Joël Stein
- Joëlle Morosoli
- Cyril de La Patellière
- Pierre Legendre
- Len Lye
- Malachi Farrel
- Marc Cavell
- Marcel Duchamp
- Haruhiko Sunagawa
- Marcel Van Thienen
- Martha Boto
- Milton Becerra
- Nicolas Schöffer
- Pascal Bettex
- Pierre Kiandjan
- Piotr Kowalski
- Pol Bury
- Roger Katan
- Rube Goldberg
- Takis
- Théo Jansen
- Victor Vasarely
- Wen-Ying Tsai
- Yaacov Agam
- Youri Messen-Jaschin
- Yvaral
- Zimoun
- Noutayel Belkadhi
- Alberto Biasi
- Bruno Munari
- Grazia Varisco
- Giovanni Anceschi
- Davide Boriani
- Gianni Colombo
- Gabriele Devecchi
- Hans-Michael Kissel
- Zdeněk Pešánek

## Expositions
- 2011 : « Kinetik – Kunst in Bewegung » à la Kunsthalle Messmer, Riegel am Kaiserstuhl (Allemagne).
- 1955 : « Le mouvement », galerie Denise René à Paris (France).